# Bematistes
Bematistes är ett släkte av fjärilar. Bematistes ingår i familjen praktfjärilar.

## Bildgalleri

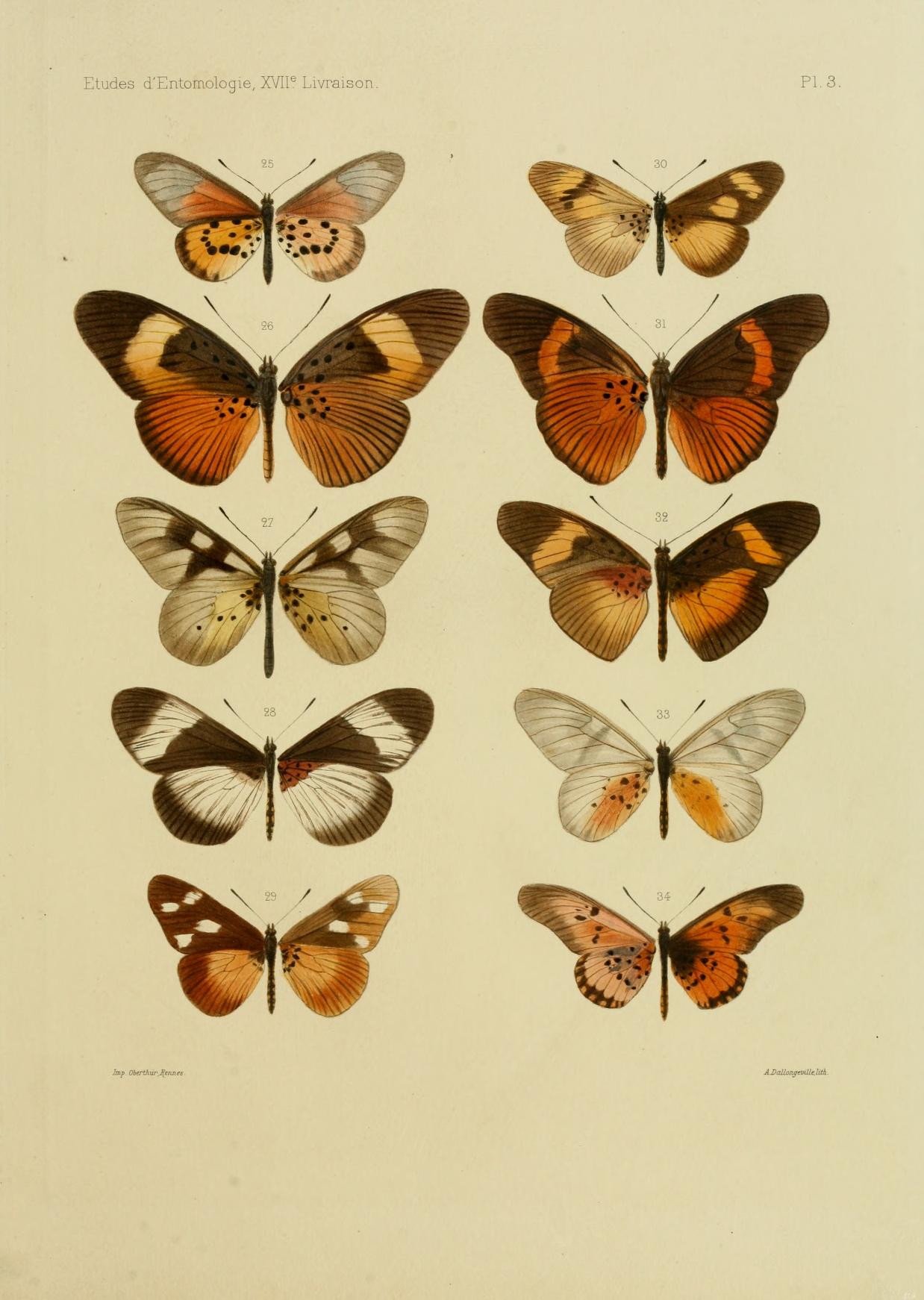
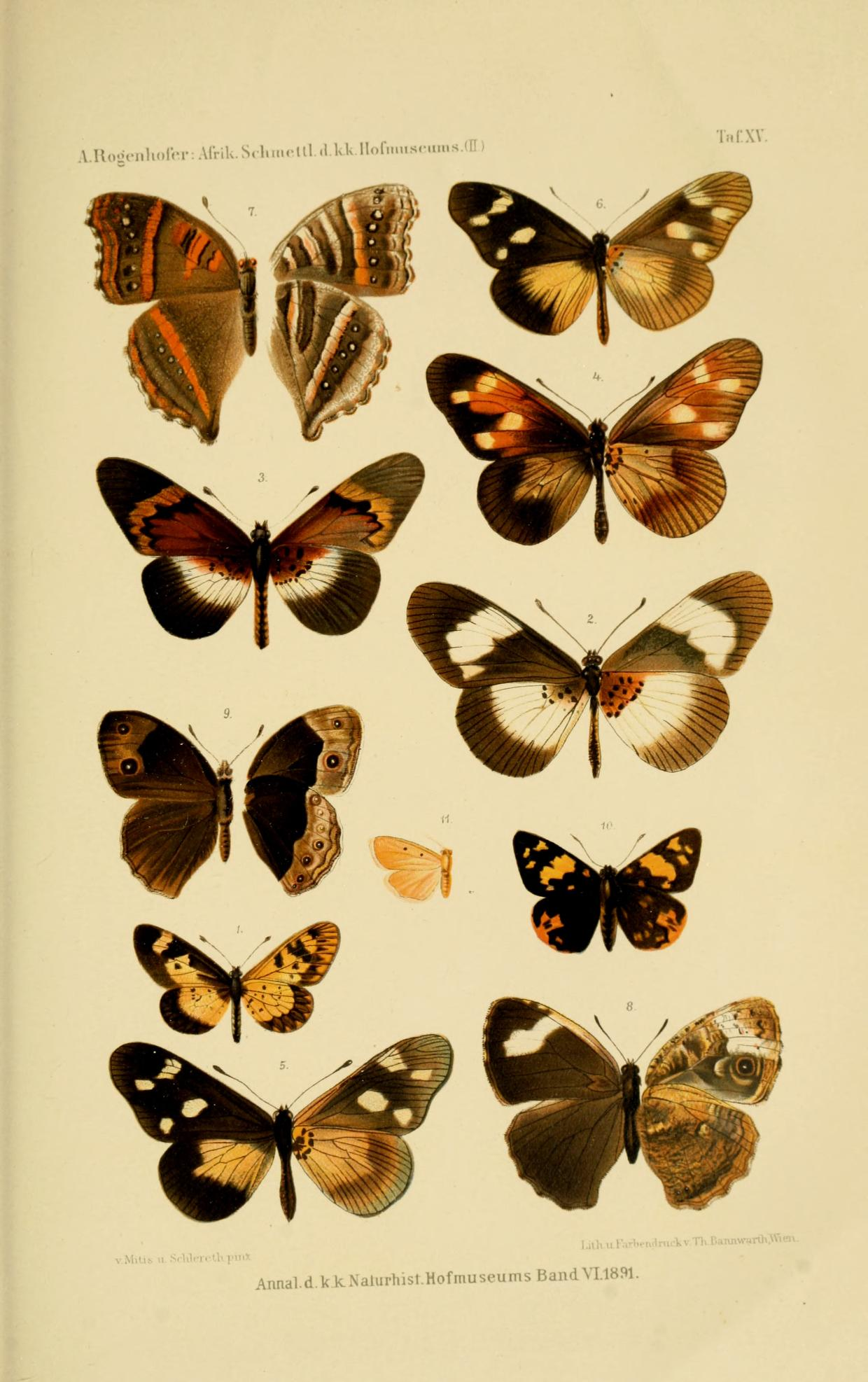
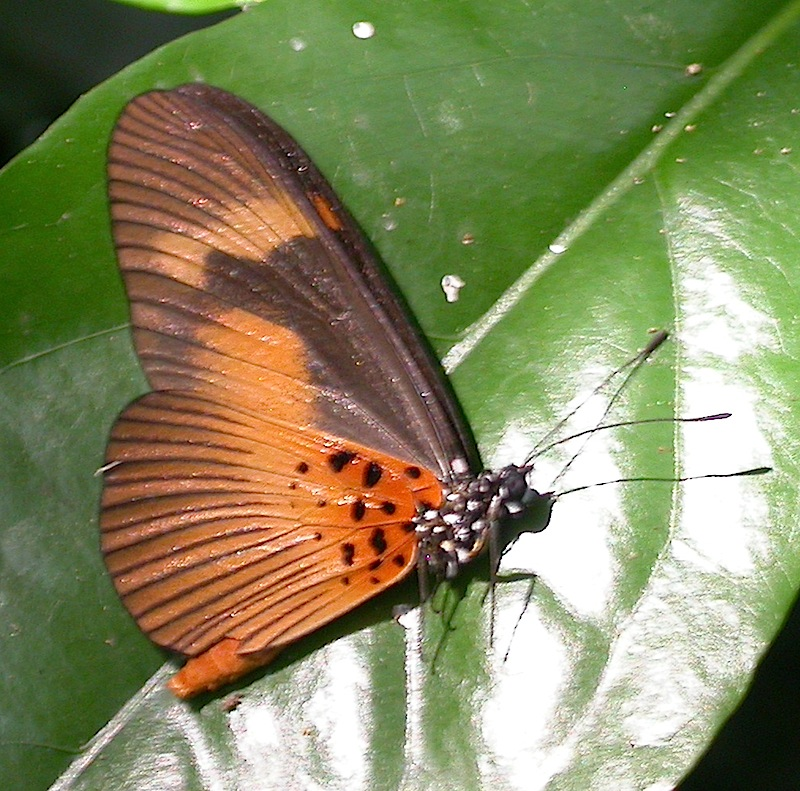
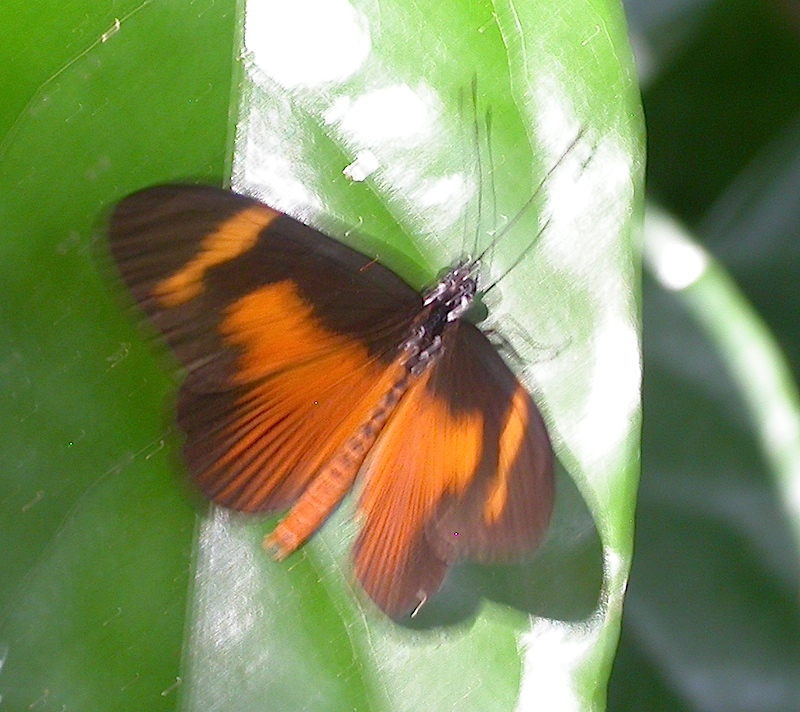
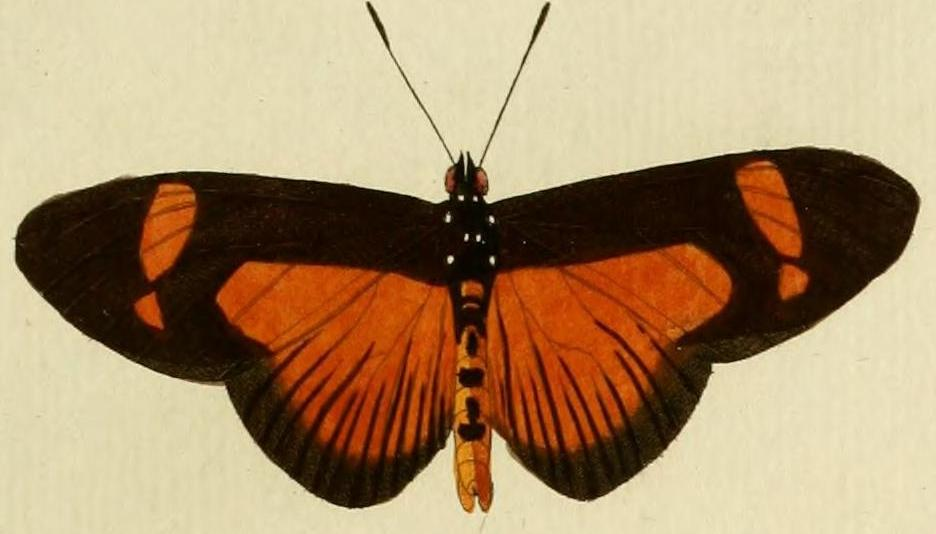
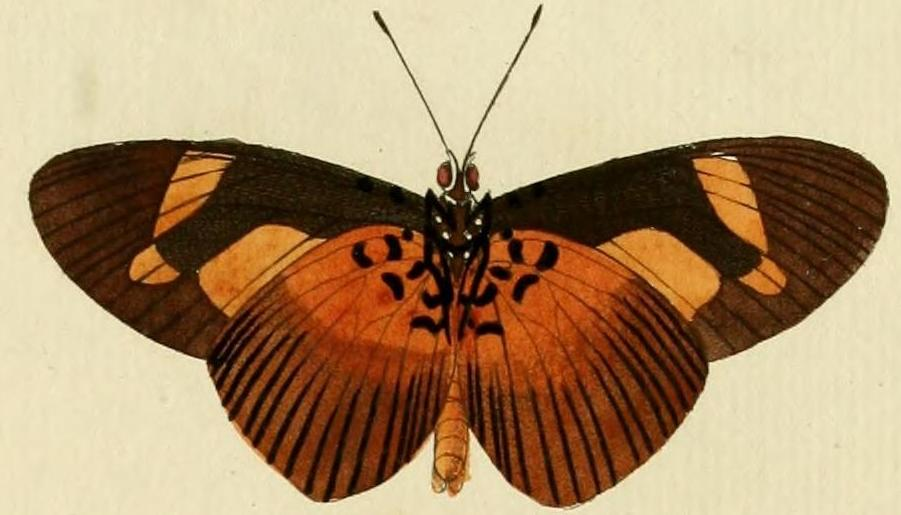

## Dottertaxa tillBematistes, i alfabetisk ordning[1]
- Bematistes adrasta
- Bematistes aganice
- Bematistes albicolor
- Bematistes albofasciata
- Bematistes alcinoe
- Bematistes amela
- Bematistes anglulata
- Bematistes angustifasciata
- Bematistes arenaria
- Bematistes aurata
- Bematistes bertha
- Bematistes bicolorata
- Bematistes brevimaculata
- Bematistes camerunica
- Bematistes carpenteri
- Bematistes chanleri
- Bematistes conformis
- Bematistes congoensis
- Bematistes consanguinea
- Bematistes consanguinoides
- Bematistes conspicua
- Bematistes cremealis
- Bematistes dewitzi
- Bematistes distincta
- Bematistes elgonensis
- Bematistes elongata
- Bematistes entalis
- Bematistes epaea
- Bematistes epiprotea
- Bematistes epitellus
- Bematistes eumelis
- Bematistes euryta
- Bematistes excisa
- Bematistes fasciata
- Bematistes ferruginea
- Bematistes flava
- Bematistes formosa
- Bematistes gaea
- Bematistes gea
- Bematistes godmani
- Bematistes haydni
- Bematistes helichta
- Bematistes hemileuca
- Bematistes hewitsoni
- Bematistes homochroa
- Bematistes inaequalis
- Bematistes indentata
- Bematistes insolita
- Bematistes insularis
- Bematistes intermedia
- Bematistes intermissa
- Bematistes itumbana
- Bematistes kivuana
- Bematistes kivuensis
- Bematistes latefasciata
- Bematistes latifasciata
- Bematistes leopoldina
- Bematistes leptis
- Bematistes lustella
- Bematistes lutosa
- Bematistes macaria
- Bematistes macarioides
- Bematistes macarista
- Bematistes machoni
- Bematistes macrosticha
- Bematistes melina
- Bematistes meruana
- Bematistes mixta
- Bematistes moforsa
- Bematistes montana
- Bematistes moroga
- Bematistes nado
- Bematistes nelsoni
- Bematistes nicega
- Bematistes nigrita
- Bematistes nyasae
- Bematistes obliqua
- Bematistes orientalis
- Bematistes pallescens
- Bematistes pancalis
- Bematistes paragea
- Bematistes paragoga
- Bematistes peregrina
- Bematistes persanguinea
- Bematistes plagioscia
- Bematistes platyxantha
- Bematistes poggei
- Bematistes pseudeuryta
- Bematistes pseudoprotea
- Bematistes quadricolor
- Bematistes rabuma
- Bematistes ras
- Bematistes rileyi
- Bematistes salvini
- Bematistes sartina
- Bematistes scalivittata
- Bematistes schoutedeni
- Bematistes schubotzi
- Bematistes serena
- Bematistes simulata
- Bematistes stavelia
- Bematistes subapicalis
- Bematistes sublutosa
- Bematistes tellus
- Bematistes timandra
- Bematistes toroense
- Bematistes ugandae
- Bematistes umbra
- Bematistes varia
- Bematistes vendita
- Bematistes vestalis